# Centrale idroelettrica di Rosone

## Caratteristiche
La centrale idroelettrica di Rosone prende il nome dalla omonima frazione di Locana e sfrutta, con un salto di 813 m, l'acqua accumulata nel serbatoio a regolazione stagionale di Ceresole, a quota 1.572 m, con un invaso di 34 milioni di m3.
La centrale di Rosone fa parte del sistema della Valle dell'Orco, comprendente:
- i due serbatoi Agnel e Serrù che alimentano la centrale di Villa di Ceresole, quindi le acque di scarico della centrale confluiscono nel serbatoio di Ceresole
- la centrale idroelettrica di Rosone, alimentata dal serbatoio di Ceresole e dalle acque scaricate dalla centrale di Teleccio, a loro volta provenienti dal serbatoio Valsoera
- la centrale di Bardonetto, che riceve le acque di scarico della centrale di Rosone
- la centrale idroelettrica di Pont che riceve le acque dalla centrale di Bardonetto.

A Rosone la generazione di energia elettrica deriva da tre diverse derivazioni: la prima, installata nel 1960, che alimenta due gruppi da 49,3 MW di potenza ognuno composti da due turbine Pelton ad asse orizzontale e un alternatore da 60 MVA intercalato, è alimentata a pelo libero dal bacino di Ceresole con un salto motore di 813, con una portata massima di 14 m3/s (7 m3/s per gruppo) e una producibilità annua di 250 GWh; la seconda derivazione, che alimenta due turbine Pelton da 41,2 MW, riceve in pressione le acque dei bacini di Telessio ed Eugio, con un salto di 1217  una portata massima di 8 m3/s (4 m3/s per gruppo) e una producibilità annua complessiva di 200 GWh; la terza, ad acqua fluente e installata successivamente, utilizza le acque del torrente Piantonetto con un salto di 254 m tramite un gruppo di generazione composto da una singola turbina Pelton da 4,3 MW di potenza e una capacità produttiva di 8 GWh annui.